# 당고개순교성지
당고개순교성지(堂峴殉敎聖地, 영어: Danggogae Martyrs' Shrine)는 서울특별시 용산구 신계동에 있는 한국 로마 가톨릭교회의 순교 성지이다. 이 성지는 3면이 아파트 단지로 둘러싸였고 왼쪽에 신계역사공원과 연결 돼 있다. 한옥 건물 내에 천주교 처형 신자 10명을 기리고 있다. 인근 삼각지 성당에서 관리하고 있다. 같은 이름인 당고개역과는 관련이 없다.

## 처형 역사
이 성지는 기해박해로 1839년 12월 27일과 28일(음력) 이곳에서 처형된 신자 10명인 이인덕(마리아), 홍병주(베드로), 홍영주(바오로), 이경이(아가타), 권진이(아가타), 최영이(바르바라), 이문우(요한), 손소벽(막달레나), 박종원(아우구스티노), 이성례(마리아)를 기리고 있다. 이곳에서 처형된 이유는 본래 처형지인 서소문 밖 네거리 광장 인근 상인들이 장사가 잘되는 명절 설날을 앞두어 장소 이동을 요청한 까닭이다. 서소문성지, 새남터 다음으로 많은 한국 가톨릭 성인이 탄생한 곳이다.

## 성지 구성
용산전자상가 북쪽에 위치한 이 성지는 3면이 용산 e편한세상 아파트 단지로 둘러싸였고, 왼쪽에 신계역사공원이 연결 돼 있다. 1986년 준공했고, 2010년 신계역사공원 조성과 함께 재개발하면서 재준공하였다. 성지 건물은 한옥이며, 벽은 황토 토담에 옹기, 도자기 조각으로 꾸며졌다. 성모 마리아상은 아이를 안은 한복 차림 어머니 모습이다. 화가 심순화가 '어머니의 성지, 어머니의 품'이라는 주제로 디자인한 이곳 성지는 한국 전통적 분위기와 순교 정신을 함께 표현했다. 인근 삼각지 성당에서 관리하고 있다. 2013년 조성한 서울대교구 성지순례길 중 '일치의 길' 경로에 속해있다.

### 관련 홈페이지
- (한국어) 당고개순교성지 공식홈페이지
- (한국어) 가톨릭굿뉴스, 당고개순교성지 소개
- (한국어) 가톨릭굿뉴스, 당고개순교성지 본당정보 보관됨 2016-05-05 - 웨이백 머신
- (한국어) 대한민국 구석구석, 당고개순교성지
- (영어) Visit Korea, 당고개순교성지[깨진 링크(과거 내용 찾기)]

### 관련 영상
- (한국어) PBC 평화방송, 한국의 성지 - 당고개성지